# 竹内宏
竹内 宏（たけうち ひろし。1930年9月13日 - 2016年4月30日）は、日本の経済学者（日本経済・中東アジア経済）、評論家、キャスター。静岡県立大学グローバル地域センターセンター長（初代）・特任教授、株式会社価値総合研究所特別顧問、株式会社静岡新聞社客員論説委員、竹内経済工房主宰、上海師範大学名誉教授。
財団法人静岡総合研究機構理事長（初代）、株式会社日本長期信用銀行専務取締役調査部部長、株式会社長銀総合研究所理事長（初代）、静岡文化芸術大学文化政策学部特任教授、静岡県公立大学法人理事長（第2代）などを歴任した。

## 来歴

### 生い立ち
1930年、静岡県清水市（のちの静岡県静岡市）にて生まれた。旧制静岡県立清水中学校（静岡県立清水東高等学校の前身）を経て、旧制静岡高等学校（静岡大学の前身）を卒業した。その後、上京し東京大学に入学、経済学部にて学んだ。1954年、東京大学を卒業し、経済学士の学位を得た。

### バンカーとして
大学を卒業した1954年に、日本長期信用銀行（SBI新生銀行の前身）に採用された。1956年に日本長期信用銀行の調査部に配属されると、それ以来一貫して調査畑を歩んだ。1988年、日本長期信用銀行の専務取締役に就任するとともに、調査部の部長を兼ねた。翌年、長銀経営研究所が拡大改組されるかたちで長銀総合研究所が設立され、理事長に就任した。
長銀グループでの勤務のかたわら、母校である東京大学をはじめ、学習院大学、武蔵大学、法政大学などの講師を兼任した。静岡総合研究機構においても、招聘され1984年より理事長を兼任した。また、テレビなどマスメディアへの出演も多く、日本放送協会の『ビジネスネットワーク』、『一億人の経済』、『ビジネスサテライト』などではキャスターを務めた。また、1960年から1961年まで、日本原子力産業会議に出向していた。

### 評論家として
1998年に竹内経済工房を設立し、長銀グループを離れ評論家として独立した。なお、静岡総合研究機構の理事長は引き続き務めた。その後、静岡アジア・太平洋学術フォーラム組織委員会の委員長にも就任した。また、上海師範大学より名誉教授の称号を授与された。静岡文化芸術大学では、文化政策学部で特任教授を務めた。そのほか、静岡新聞社の論説委員を務めたり、エス・ケイ・ケイの戦略経営研究所の特別顧問も務めたりと、さまざまな役職を務めた。さらに、長銀総合研究所から分社した長銀総研コンサルティングを前身とする価値総合研究所にて、2002年より特別顧問を務めた。
2011年には、静岡県立大学や静岡県立大学短期大学部の設置者である静岡県公立大学法人にて、鈴木雅近の後任として理事長に就任した。2012年、公立大学法人の理事長を退任し、後任には京都大学大学院医学研究科特任教授の本庶佑が就任した。また、静岡総合研究機構が解散することになったため理事長を退任し、同機構を引き継ぐ形で発足した静岡県立大学のグローバル地域センターにて特任教授に就任した。さらに、同センターの初代センター長に就任した。

## 略歴
- 1930年 - 静岡県清水市にて誕生。
- 1954年 - 東京大学経済学部卒業。
- 1954年 - 日本長期信用銀行入行。
- 1956年 - 日本長期信用銀行調査部。
- 1984年 - 静岡総合研究機構理事長。
- 1988年 - 日本長期信用銀行専務。
- 1989年 - 長銀総合研究所理事長。
- 1998年 - 竹内経済工房主宰。
- 2002年 - 価値総合研究所特別顧問。
- 2011年 - 静岡県公立大学法人理事長。
- 2012年 - 静岡県立大学グローバル地域センター特任教授。
- 2012年 - 静岡県立大学グローバル地域センターセンター長。
- 2016年 - 神奈川県にて死去。

## 著書
- 『電気機械工業』東洋経済新報社 現代の産業 1966
- 『日本の産業 産業調査の基礎 1955-1975』日本経済評論社 1972
- 『日本の産業 ヴィジョンと展望 1980』日本経済評論社 1974
- 『素顔のアラブ産油国 砂漠に見る工業化』日本経済新聞社 日経新書 1975
- 『感覚的日本経済論 やまと言葉の経済学』東洋経済新報社 1978 のち角川文庫
- 『柔構造の日本経済』朝日新聞社 1978
- 『新聞には読み方がある』ごま書房 ゴマブックス 1979
- 『路地裏の経済学 もうひとつの日本経済論』日本経済新聞社 1979 のち新潮文庫
- 『経済新地図』朝日ソノラマ グローバル’80 1980
- 『経済の先を読む 日本経済底力の研究』プレジデント社 1980 「日本経済の先を読む」新潮文庫
- 『続・路地裏の経済学』日本経済新聞社 1980 のち新潮文庫
- 『日本だけがなぜ強いか 80年代の経済戦争』太陽企画出版 1981
- 『入門・竹内式頭の鍛え方 凡才だから伸びられる 異色エコノミストの方法』PHP研究所 1981 のち文庫「竹内流頭の鍛え方」
- 『民族と風土の経済学』東洋経済新報社 1981 のち角川文庫
- 『アラブ産油国の挑戦 石油依存から脱却できるか』日本経済新聞社 日経新書 1982
- 『「お金」のダイナミズム』講談社現代新書 1982
- 『経済情報整理学』プレジデント社 1982 のち新潮文庫
- 『シミュレーション一九九〇年の日本経済 急テンポで変貌を遂げる日本列島』第一企画出版 1982
- 『芥川龍之介の経営語録 人間と世の中への深い洞察の書「侏儒の言葉」の読み方』PHP研究所 21世紀図書館 1983
- 『現代サラリーマン作法』筑摩書房 ちくまセミナー 1983 のち新潮文庫
- 『柔構造の日本経済』朝日新聞社 1983
- 『やさしい経済教室』毎日新聞社 1983 のち新潮文庫
- 『経済とつきあう法』新潮文庫 1984
- 『現代就職読本 人生の転機に何を選択するか』PHP研究所 1984
- 『国際版路地裏の経済学』中央公論社 1984 のち文庫
- 『しのびよる経済大国病』日本工業新聞社 1984
- 『サラリーマンの未来学 5年後、仕事・家庭・教育はこう変わる』主婦と生活社 1985
- 『各県別路地裏の経済学』全6巻 中央公論社 1986-89
- 『「元気」の経済学 低成長時代の新たな活力とは』PHP研究所 1986
- 『竹内宏のスキー経済学』実業之日本社 1986
- 『見直しニッポン経営論』ティビーエス・ブリタニカ 1986
- 『エコノミスト旅のティータイム』筑摩書房 1987 「旅の経済学 エコノミスト路地裏紀行」ちくま文庫
- 『大変革 日本経済はどう動くか』リクルート出版 1987
- 『昭和経済史』筑摩書房 ちくまライブラリー 1988
- 『竹内宏のライブ経済学』実業之日本社 1988
- 『やさしい時代の経済学』講談社 1988
- 『経済の知恵経済からの発想』日本経済新聞社 1989
- 『竹内宏のゆとりの経済学』実業之日本社 1989
- 『落ち穂拾いの経済学 ビジネスシーズ発見法』講談社 1990
- 『竹内宏のちょっとエコノミー』講談社 1990
- 『竹内宏のやわらかな頭が商機をつかむ 論より証拠の経済学』中経出版 1990
- 『竹内宏の「蟻の眼、鳥の眼」経済学 新しい世界と日本を見る視点』PHP研究所 1991
- 『竹内宏の経済世相学』講談社 1991
- 『竹内宏の経済ウォッチング 靴底を減らして見た経済の世界』日本実業出版社 1993
- 『父が子に語る日本経済 あるエコノミストの半生』PHP研究所 1993 のち文庫「父が子に語る昭和経済史 あるエコノミストの半生」
- 『路地裏の文明開化 新橋ロマン物語』実業之日本社 1993
- 『現代エコノミスト選集 日本経済の50年 竹内宏集』NTT出版 1994
- 『竹内宏の「富めば、鈍する」』東洋経済新報社 1994
- 『歴史の知恵・経済のヒント』PHP研究所 1994
- 『竹内宏の静岡産業風土記』静岡新聞社 1996
- 『「せぬがよき」文化の黄昏』東洋経済新報社 1997
- 『金融敗戦』PHP研究所 1999
- 『大失業時代の勝ち残り経済学 21世紀に求められる本当の人材とは!』青春出版社 1999
- 『長銀はなぜ敗れたか』PHP研究所 2001
- 『とげぬき地蔵経済学 購買意欲を刺激するシニアの心の掴み方』メディアファクトリー 2001 「とげぬき地蔵商店街の経済学 「シニア攻略」12の法則」日経ビジネス人文庫
- 『かけがえのない「スキル人間」になる 専門職をどう目指し、起業家をどう志す』光文社カッパ・ブックス 2002
- 『路地裏の「名老」学 竹内式スーパーシニアになる法』アーク出版 2002
- 『「町おこし」の経済学』学生社 2004
- 『エコノミストたちの栄光と挫折 路地裏の経済学最終章』東洋経済新報社 2008
- 『午後6時の経済学』朝日新聞出版 2010
- 『経済学の忘れもの』日経プレミアシリーズ 2013

### 共編著
- 『大型プロジェクトと国家 巨大科学時代の技術開発』編 日本経済新聞社 日経新書 1971
- 『レジャー産業の現状と展望』田中一嘉共著 全国地方銀行協会 銀行叢書 1972
- 『日本産業教室 その構造・組織・政策を探る』宮沢健一共編 有斐閣選書 1976
- 『世界経済のなかの日本経済』松永嘉夫共編 有斐閣選書 1979
- 『社外人脈の作り方 インフォーマル情報の時代』壱岐晃才共著 番町書房 1980
- 『転換する日本産業』榎本善昭共著 東洋経済新報社 新産業シリーズ 1980
- 『日本の産業 3 ソフト・インダストリーの時代』井上隆一郎共編 筑摩書房 1980
- 『これからの時代とどうつきあうか ビジネスマンの新処世訓』共著 東洋経済新報社 1981
- 『サービス産業の経済学 川下を制するものはビジネスを制す』編著 大谷毅,三浦宏一著 ダイヤモンド社 1981
- 『時代の流れをどう読みとるか』共著 講談社 1981
- 『日本経済の実力と将来』スチュアート・カービイ共著 三笠書房 1981
- 『日本の学歴社会は変わる 産業社会の変革期に向けて』麻生誠共編 有斐閣選書 1981
- 『可愛気のある奴が成功する 新会社人間学入門』神一行共著 プレジデント社 1982
- 『日本産業論 新版』宮下武平共編 有斐閣双書 1982
- 『感覚的世界経済論 いま、世界で何が起きているか』編 有斐閣ビジネス 1984
- 『社外人脈の作り方 自分だけの情報ネットワークをどう築くか』壱岐晃才共著 主婦と生活社 21世紀ポケット 1984 のち新潮文庫「社外人脈の生かし方」
- 『新しいアメリカ革命 レーガン最後の挑戦』編 東洋経済新報社 1985
- 『10年後の経済予測 銀行調査部長16人の論文』共著 銀行時評社 1985
- 『路地裏の中国経済』孫尚清共著 日本経済新聞社 1985
- 『海洋立国をめざして 「科学」から「産業」への道』松前仰共編 東海大学出版会 1986
- 『日本経済21世紀へのシナリオ』松永嘉夫共編 有斐閣選書 1986
- 『街は無限に変容する 臨床経済学講義』田中康夫共著 朝日出版社 レクチャーブックス、1986
- 『円高不況 激変する日本経済新地図』木内嶢,町田洋次共著 有斐閣リブレ 1987
- 『"こころの時代"を生きる』共著 金子書房 1987
- 『これからの世界経済 素朴な疑問にズバリと答える』長銀経済研究会共著 日本実業出版社 1990
- 『3年後の土地・企業・都市・生活』長銀総合研究所共著 日本実業出版社 1990
- 『日本産業21世紀へのトレンドを読む』嶋村浩二共編 有斐閣 1990
- 『これからの世界経済 素朴な疑問にズバリと答える』長銀総合研究所共著 日本実業出版社 1991
- 『日本経済の難問を解く 労働力不足・日米関係・東京問題』長銀総合研究所共著 PHP研究所 1991
- 『全図説世界の経済 1993』長銀総合研究所共著 日本実業出版社 1992
- 『夢に挑む北の起業家 よみがえれ!開拓魂』大歳昌彦共著 PHP研究所 1997
- 『日本人の生活意識調査情報事典』編 並木書房 1998
- 『次郎長の経済学 幕末恐慌を駆け抜けた男』田口英爾共著 東洋経済新報社 1999
- 『これが「IT革命」だ!』「IT革命」研究会共著 学生社 2000
- 『どうなる…「ITバブル」崩壊後』編 学生社 2002
- 『「浜松企業」強さの秘密』編著 東洋経済新報社 2002
- 『東京元気工場』編著 小学館文庫 2003
- 『徹底検証東アジア』村松岐夫,渡辺利夫共編 勁草書房 2006
- 『人材獲得競争 世界の頭脳をどう生かすか!』末廣昭,藤村博之共編 学生社 2010

### 翻訳
- マーティン・D.ワイス『マネー・パニック アメリカが破産する』ダイヤモンド社 1981
- アラン・レチナー『これがマネーゲームだ ウォール街の策略』番町書房 1982
- ローレンス・G.フランコ『ジャパニック 日本型多国籍企業の脅威』ティビーエス・ブリタニカ 1984
- 『ポール・アードマンのマネー大予言』監訳 東洋経済新報社 1984
- アルフレッド・A.バリオス『ストレス・コントロール 人生を勝利に導く驚異の自己管理法』監訳 PHP研究所 1985
- J.C.プール, R.M.ラロー『1分間エコノミックス 経済学について知っておくべきことのすべて』ダイヤモンド社 1986
- G.C.メイヤーズ『企業の危機管理 会社を襲う「9大危機」をどう克服するか』ティビーエス・ブリタニカ 1987
- T.W.カン『韓国 日本を超えられるか』監訳 ティビーエス・ブリタニカ 1990

## 関連人物
- 石川嘉延
- 川勝平太
- 秋岡榮子 - 20年間秘書を務めた。